# Sven Kramer
Sven Kramer (Heerenveen, 23 april 1986) is een voormalig Nederlands langebaanschaatser. Hij is drievoudig olympisch kampioen op de 5000 meter, enkelvoudig olympisch kampioen ploegenachtervolging, negenvoudig wereldkampioen allround en tienvoudig Europees kampioen allround. Daarnaast werd hij achtmaal wereldkampioen op de 5000 en vijfmaal op de 10.000 meter. Hij werd ook achtmaal wereldkampioen op de ploegenachtervolging.

## Carrière
Kramer zou zijn debuut maken in seizoen 2003/2004 op de NK afstanden in Heerenveen waar hij zou uitkomen op de 5000 meter, maar twee dagen daarvoor brak hij zijn enkel na een val van de trap. Tijdens dat kampioenschap verbleef hij in het ziekenhuis op een kamer met Rintje Ritsma, die zijn enkel had gebroken bij het kite-surfen. Bij het wereldkampioenschap junioren van 2004 werd Kramer tweede achter de Canadees Justin Warsylewicz. In zijn laatste juniorenjaar debuteerde hij bij het NK afstanden op ijsbaan DeSmelt op 4 november 2004 in Assen, werd hij Nederlands kampioen allround bij de senioren en veroverde hij een tweede en derde plek in het eindklassement van respectievelijk het EK en WK allround van dat jaar. Kramer sloot het jaar af met goud bij het wereldkampioenschap junioren van 2005. Van seizoen 2005/2006 tot en met seizoen 2014 reed Kramer samen met Ireen Wüst voor de TVM-ploeg. Sinds het seizoen 2014/2015 rijdt hij voor Lotto-Jumbo met als coach Jac Orie. Het team heet nu Jumbo-Visma. Hij nam vijf keer deel aan de Olympische Spelen.

### Seizoen 2005/2006
Het olympische seizoen begon Kramer met een verbetering van het wereldrecord op de 5000 meter tot 6.08,78. Hij haalde het record door in de laatste ronden met bijna een seconde per ronde te versnellen. De Olympische Winterspelen in Turijn begonnen voor Kramer met een zilveren medaille op de 5000 meter. Op de ploegenachtervolging reed Nederland goed en had grote kans om het eerste goud op dit nieuwe nummer te winnen, maar in de halve finale stapte Kramer op een schaatsblokje en ging onderuit. Italië won het nieuwe onderdeel en Nederland reed uiteindelijk naar het brons. Op de 1500 meter werd Kramer door materiaalpech vijftiende. Op de 10.000 meter werd hij zevende.
In dit seizoen lag Kramers focus op de lange afstanden, omdat daar zijn grootste kansen lagen voor de Winterspelen. Op de allroundkampioenschappen kon hij derhalve alleen op de vijf en tien kilometer imponeren en proberen met goede tijden op deze afstanden het podium te bereiken. Kramer werd vierde bij het EK allround en mede door een wereldrecord op de 10.000 meter en door de diskwalificatie van Chad Hedrick haalde hij brons bij het WK allround.

### Seizoen 2006/2007

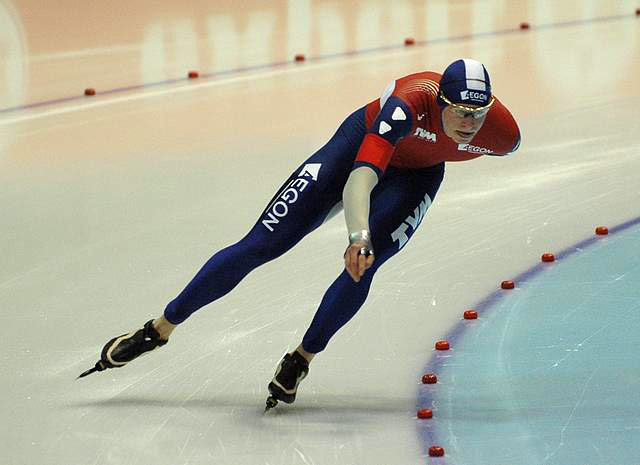
Kramer tijdens het WK Allround 2007

Tijdens het seizoen 2006-2007 won Kramer alle kampioenschappen waaraan hij meedeed. Kramer werd driemaal Nederlands kampioen afstanden en de eerste die de 1500, 5000 en 10.000 meter in één kampioenschap won. Een andere hattrick voltooide Kramer met het winnen van het Nederlands, Europees en wereldkampioenschap allround. Bij het WK allround in Heerenveen reed hij op de afsluitende 10.000 meter een wereldrecord met 12.49,88. Kramers derde drievoudige winst voltooide hij op het WK afstanden met winst op de ploegenachtervolging, 5000 en 10.000 meter. Hij reed met 12.41,69 wederom een wereldrecord op de langste afstand. Aan het eind van het seizoen werd hij uitgeroepen tot Schaatser van het Jaar en won hij de zogenaamde "SchaatsOscar", de Oscar Mathisen-trofee. Hij won de prijs voor zijn bijzondere prestatie op de 10.000 meter in Salt Lake City, toen hij zijn eigen wereldrecord met acht seconden verbeterde. Aan het eind van 2007 werd hij tevens uitgeroepen tot Sportman van het Jaar.

### Seizoen 2007/2008

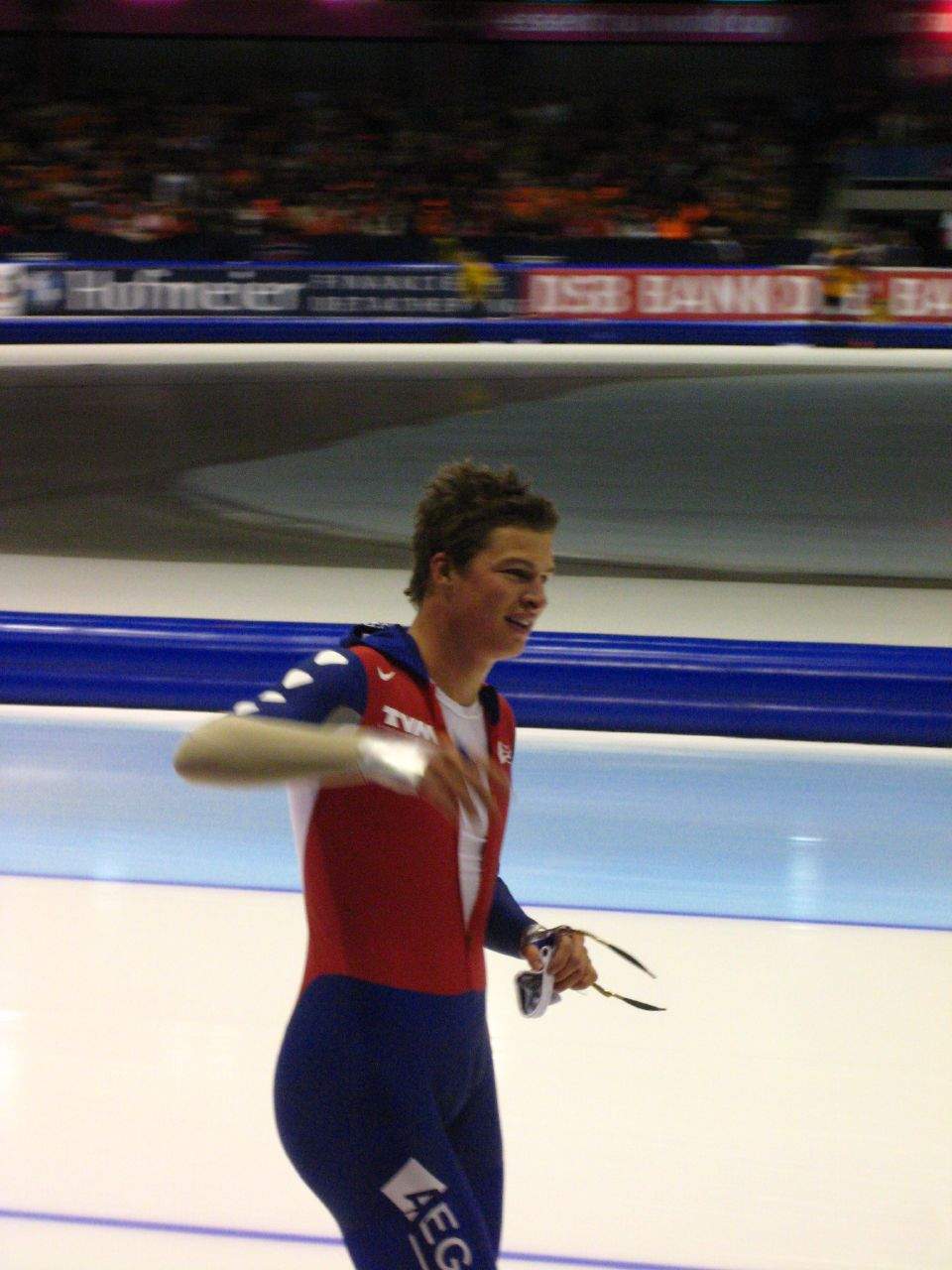
Kramer na het winnen van de 1500 meter in december 2007

In het volgende seizoen (2007-2008) verloor Kramer bij de eerste wereldbekerwedstrijden van het jaar voor het eerst sinds de Olympische Winterspelen een 5000 meter. Hij benaderde zijn eigen wereldrecord (6.07,48) met 6.07,52 op slechts vier honderdsten. In de daaropvolgende rit wist de Italiaan Enrico Fabris zijn 5000 meter in 6.07,40 – een nieuw wereldrecord – af te werken. Kramer scherpte een week later het wereldrecord met ruim vier seconden aan tot 6.03,32 waarmee hij ook bovenaan de Adelskalender terechtkwam. Op het NK afstanden won Kramer een gouden medaille op de vijf en tien kilometer en bij het NK allround won hij voor de derde maal de titel. Op dit toernooi won hij alle vier de afstanden, wat voor hem alleen Kees Verkerk in 1966 was gelukt. Later het jaar prolongeerde hij zowel de EK als het WK allroundtitel. Bij de WK afstanden prolongeerde Kramer zijn drie titels (ploegenachtervolging, 5000 en 10.000 meter) en was hij dicht bij een vierde. Op de 1500 meter werd hij tweede met slechts 0,1 seconde verschil op kampioen Denny Morrison. De laatste titelprolongatie van het seizoen kwam bij de seizoensafsluiting op het schaatsgala waar Kramer opnieuw tot Schaatser van het Jaar werd gekroond.

### Seizoen 2008/2009

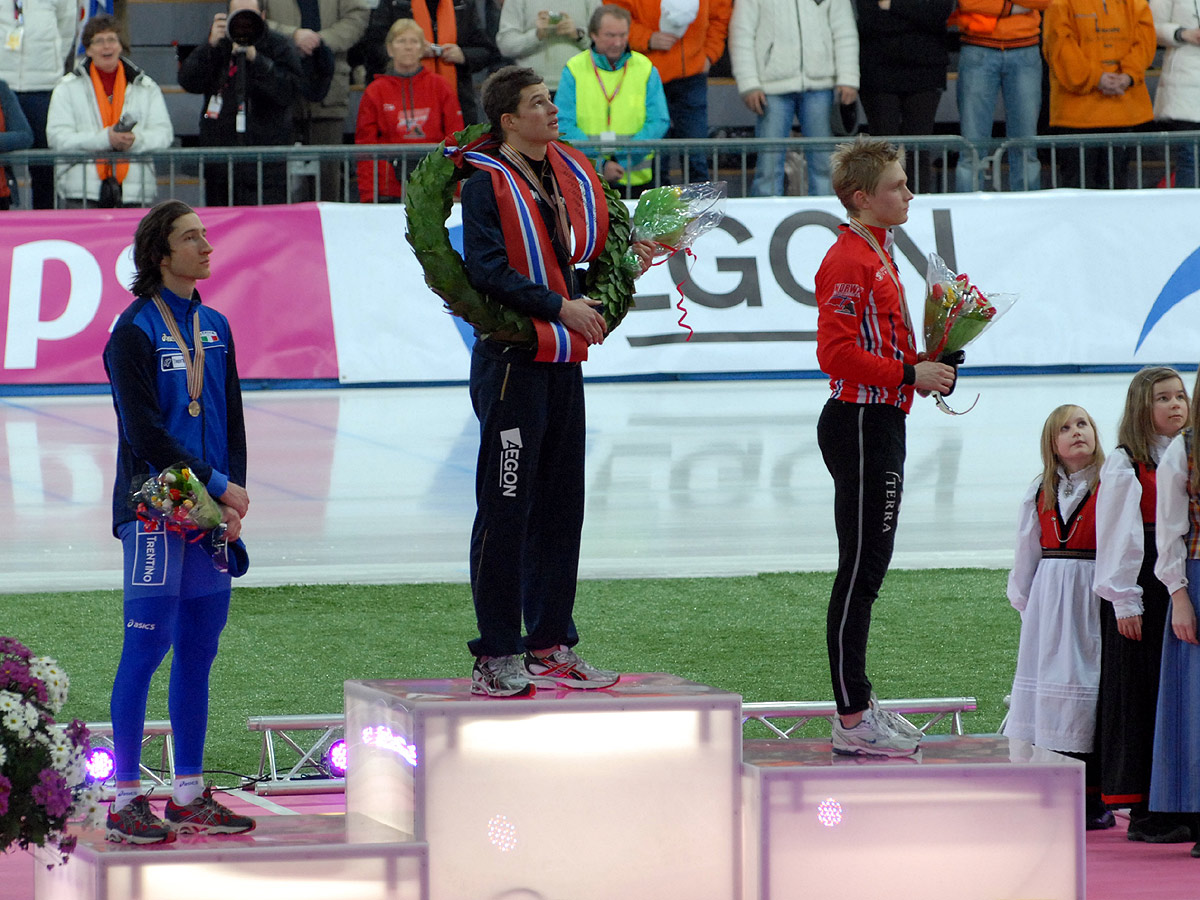
Kramer op het podium bij het WK Allround in Hamar

Het seizoen 2008-2009 leverde Kramer opnieuw goud op de NK Allround en drie gouden medailles op de NK Afstanden. Ook op het EK en het WK won Kramer goud.
Kramer plaatste zich voor drie individuele afstanden voor de WK Afstanden in Vancouver, de 1500 meter, de 5000 meter en 10.000 meter. Met Nederland nam hij ook deel aan het onderdeel ploegenachtervolging. Op de 5000 meter, de 10.000 meter en de ploegenachtervolging slaagde hij erin zijn titels te verdedigen.

### Seizoen 2009/2010

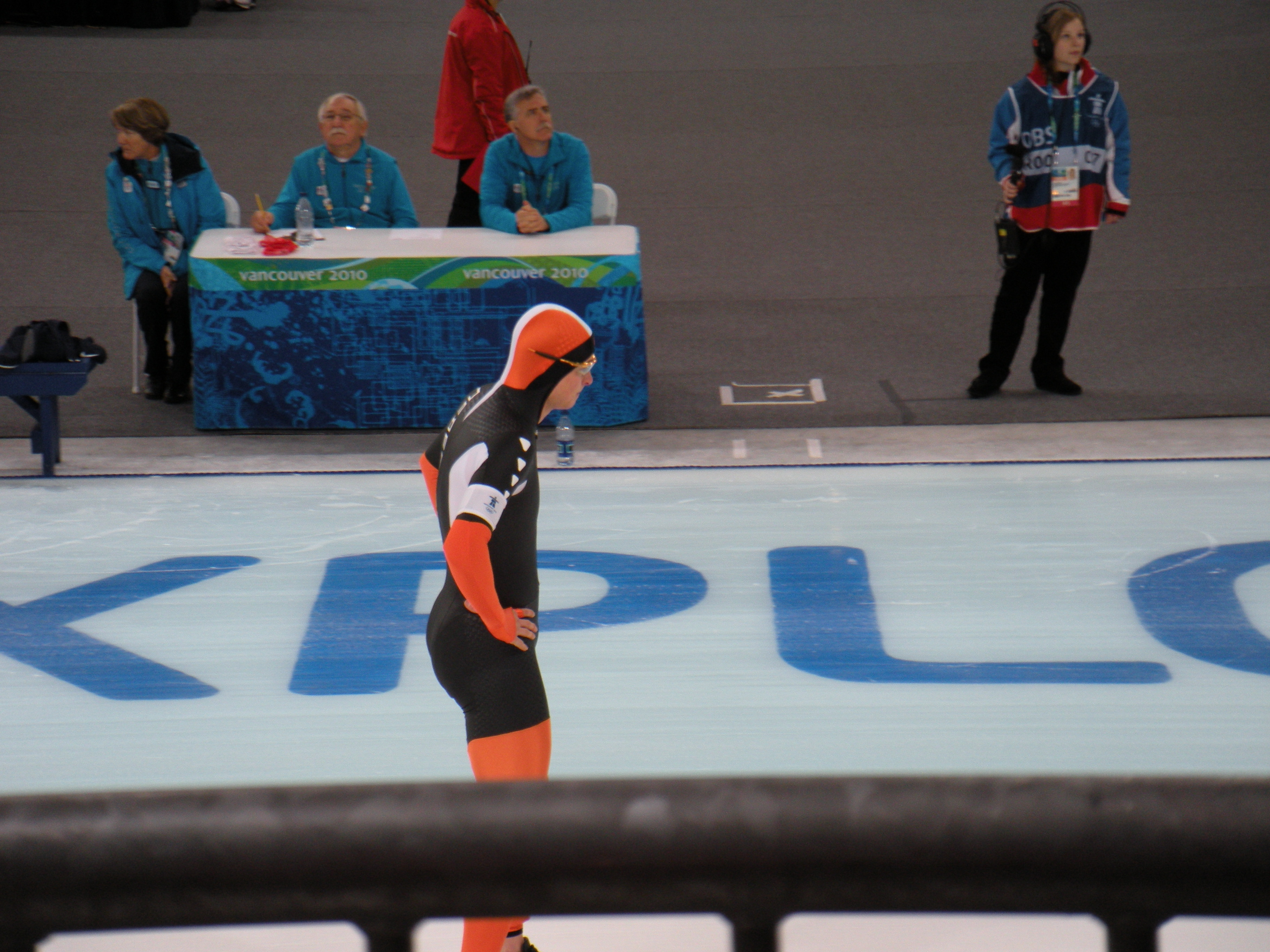
Kramer vlak voor de olympische 5000 meter in 2010

In dit olympische seizoen plaatste Kramer zich voor de 1500, 5000 en 10.000 meter in Vancouver. Ook was het vrijwel zeker dat Kramer de olympische ploegenachtervolging ging rijden. Kramer wist op 10 januari in het Noorse Hamar beslag te leggen op zijn vierde Europese titel, tijdens het kampioenschap wist hij de afstanden 5 en 10 km op zijn naam te schrijven. Hij won zijn rit op de 5000 meter van Joel Eriksson, en was 0,01 seconden sneller dan Enrico Fabris, maar hij verloor op de 1500 meter van Fabris. De reeds opgebouwde voorsprong op de 5 km werd bij lange na niet tenietgedaan. Kramer vergrootte de marge door een uitstekende 10 km. Hij werd met het winnen van het kampioenschap recordhouder van meest opeenvolgende allround kampioenschappen (EK en WK).
13 februari was de dag waarop Kramer zijn eerste gouden olympische medaille op de Spelen in Vancouver won. Hij legde de 5000 meter af in 6.14,60, en verbeterde daarmee het acht jaar oude olympisch record van 6.14,66 van Jochem Uytdehaage. Kramer, die vooraf hoog had opgegeven over zijn eigen medaillekansen, stelde op de 1500 meter teleur. Op de 10.000 meter reed Kramer, de torenhoge favoriet voor die afstand, weer de beste tijd (12.54,50), maar Kramer werd gediskwalificeerd omdat hij verkeerd van baan wisselde, na een fout van coach Gerard Kemkers. Terwijl Kemkers de voorsprong op een whiteboard opschreef, wisselde Kramer van baan. Naarmate hij de volgende bocht naderde was Kemkers ervan overtuigd dat Kramer op de verkeerde baan reed en gebaarde en riep naar hem dat hij moest wisselen naar de binnenbaan. Nadat Kramer deze aanwijzingen blindelings had opgevolgd en terug naar de binnenbaan ging, werd het Kemkers direct duidelijk dat het fout zat en dat Kramer gediskwalificeerd zou worden. Hij coachte zijn pupil desondanks door tot het einde van de wedstrijd, om hem vervolgens het slechte nieuws over te brengen. De laatste beslissende momenten voorafgaand aan de race werden later in de reconstructie weergegeven. Op de ploegenachtervolging werd hij met de Nederlandse ploeg in de halve finale door de Verenigde Staten uitgeschakeld voor het goud. Wel veroverde de ploeg de dag erop het brons, met een olympisch record.
Na afloop van de ploegenachtervolging maakte Kramer bekend om rust te nemen en niet deel te nemen aan het NK Allround in maart. Begin maart werd bekend dat Kramer door een luchtweginfectie ook niet zou deelnemen aan de wereldbekerfinale.
Op het wereldkampioenschap allround werd de vierde titel op rij behaald, een unieke prestatie.

### Seizoen 2010/2011
Voor het NK Afstanden zegde Kramer af, waardoor hij ook de eerste reeks worldcups niet zou rijden. Kramer gaf eerder al te kennen het dit seizoen rustiger aan te willen doen. Op 21 oktober maakte hij bekend dat een trainingsachterstand van drie tot vier maanden aan die beslissing ten grondslag lag. Op 22 november werd bekend dat Kramer het gehele seizoen niet in actie zou komen wegens een blessure aan zijn rechterbovenbeen.
Eind 2010 werd hij genomineerd voor de titel Sportman van het Jaar, maar die ging naar Mark Tuitert.

### Seizoen 2011/2012
Nadat Kramer zich in Inzell had geplaatst voor de 5 kilometer, reed hij tijdens het NK Afstanden een voor zijn doen een teleurstellende derde tijd: 6.19,35. Bij de kinderpersconferentie in het KPN Clubhuis gaf Kramer deze medaille zelfs weg. Ook op de 10.000 meter behaalde hij brons.
Bij de eerste wereldbekerwedstrijd van dit seizoen in Astana liet Kramer zien op de weg terug te zijn door de 5000 meter te winnen. Later in Heerenveen werd hij echter slechts negende op de 10.000 meter, waarmee bleek dat hij nog niet optimaal in vorm was.
Tijdens selectiewedstrijden in december in Thialf wist hij, door de 1500 meter (van Mark Tuitert) en de 5 km te winnen, zich te plaatsen voor het EK Allround in Boedapest. Hier reed hij echter de 10 km niet om niet onnodig krachten te verspillen voor het EK, wat twee weken later werd gehouden. Hierbij kon hij zich echter niet plaatsen voor de tweede helft van het wereldbekerseizoen voor de 10 km, waardoor zijn deelname aan het WK Afstanden op de 10 km op losse schroeven stond.
Op het EK Allround wist hij echter wel potten te breken. Na een, voor Kramers doen, redelijke 500 meter (37,77, terwijl hij er zeer weinig voor had getraind) had hij echter wel enige achterstand opgelopen op met name Jan Blokhuijsen, die een uitstekende 500 meter reed (36,93). De daaropvolgende 5000, 1500 en 10.000 meter wist hij allemaal op zodanig wijze te winnen dat hij de riante achterstand na de 500 meter ruimschoots had goed gemaakt, en daarmee voor de 5e keer Europees Kampioen Allround werd. Van andere concurrenten als Håvard Bøkko en Alexis Contin had hij weinig last, aangezien zij op minimaal een van hun afstanden dermate slecht presteerden, dat ze voor zowel Kramer als Blokhuijsen geen bedreiging meer vormden.
Na deze overwinning was Kramer overigens ook rechtstreeks geplaatst voor het WK Allround in Moskou, waar hij zijn 5e wereldtitel allround won.:)
Aan het einde van het seizoen won Kramer de wereldtitel op de 5000 meter tijdens de WK Afstanden in Heerenveen, door Bob de Jong, Jonathan Kuck en ploeggenoot Jan Blokhuijsen achter zich te laten. Ook won Kramer samen met Jan Blokhuijsen en Koen Verweij de ploegenachtervolging in een tijd van 3.41,43. Daarbij lieten zij de Amerikaanse en Russische ploeg achter zich.

### Seizoen 2012/2013
Ook in dit seizoen won Kramer de Nederlandse, de Europese én de wereldtitel allround. Ook won hij alle vier de 5000 meters in wereldbekerverband, evenals alle drie de ploegenachtervolgingen waarin hij meereed. Aan het einde van het seizoen won hij deze afstanden, de 5000 meter en de ploegenachtervolging, ook op de WK afstanden op de olympische baan van Sotsji, alleen op de 10.000 meter leed hij een zeldzame nederlaag: Jorrit Bergsma was hem net te snel af.

### Seizoen 2013/2014
Het olympische seizoen begon voor Kramer met winst op zowel de 5 als de 10 kilometer op de NK Afstanden. Daarna volgden twee wereldbeker wedstrijden, in Calgary en in Salt Lake City, waar hij zijn wereldrecord op de vijf bijna verbeterde. In Calgary reed hij de tweede tijd ooit, in Salt Lake de derde. Na nog de 10 kilometer te hebben gewonnen in Astana voor de wereldbeker schaafde Kramer in Colballo aan de vorm voor het OKT. Op de vijf en tien kilometer plaatste Kramer zich makkelijk, op de tien zelfs met een wereldrecord laaglandbaan, en via een omweg kreeg de Fries ook een startbewijs voor de 1500 meter, dat hij tijdens de Spelen cadeau gaf aan Blokhuijsen. Dit allemaal voor het hoofddoel van het jaar, de Olympische Winterspelen 2014. Op de vijf kilometer prolongeerde hij zijn titel in een baanrecord, en versloeg hij Bergsma en Blokhuijsen. Daarna kwam de tien, waarin Kramer nog iets recht te zetten had na zijn foute wissel in Vancouver vier jaar terug. Bergsma reed een rit eerder al een wereldrecord laaglandbaan, 12.44, dus Kramer moest diep gaan. Lange tijd reed hij op het schema van zijn eigen wereldrecord, maar zijn rug speelde hem in de laatste ronden parten. De 12.49 was niet genoeg, dus mocht Kramer zich opnieuw geen olympisch kampioen op de tien kilometer noemen. Later won hij wel nog de achtervolging, samen met Jan Blokhuijsen en Koen Verweij. Na de Spelen was nog het NK Allround in Amsterdam, maar Kramer werd gediskwalificeerd na een kick-finish. Niet veel later maakte hij bekend dat hij het verder seizoen, waaronder het WK Allround, zou laten schieten, omdat hij een operatie zou ondergaan.

### Seizoen 2014/2015
In het voorjaar van 2014 maakte Kramer samen met ploeggenoten Douwe de Vries en Wouter Olde Heuvel de stap naar Team LottoNL-Jumbo (voorheen Brand Loyalty) van Jac Orie. Kramer had al aangegeven zich meer op de 1500 meter te gaan richten, en dat betaalde zich uit op de NK Afstanden. Hij won deze, evenals de vijf kilometer. Dit ging allemaal wel ten koste van zijn tien kilometer, die compleet mislukte. De eindtijd van 13.23 was goed voor de negende plaats. Na de NK Afstanden kwamen de eerste twee wereldbekerwedstrijden in Azië. De eerste was in Obihiro, waar Kramer de vijf kilometer en de ploegenachtervolging won, maar waar de Fries achtste werd op de 1500 meter. Een week later in Seoul werd hij op diezelfde afstand zevende. Voor de tien was hij niet geplaatst.
Het weekend van 5 december sloeg Kramer de World Cup van Berlijn over, wegens een trainingskamp in Colballo met onder meer Havard Bokko. In Heerenveen deed hij wel mee, met winst op de 5000 meter; op de 1500 meter werd hij zevende. De ploegenachtervolging sloeg hij over. Op 27 en 28 december reed Kramer het NK Allround in Thialf. Op de 500 meter werd hij vierde, en op de vijf kilometer klopte Bergsma Kramer, die al anderhalf jaar ongeslagen was op deze afstand. De volgende dag werd hij derde op de 1.500 en tweede op de 10.000 meter. Kramer werd hierdoor Nederlands kampioen allround zonder een afstand te winnen.
2015 begon met het EK Allround, waar Koen Verweij het Kramer lastig maakte. Na een tiende plaats op de 500 meter stond Kramer na de eerste dag, ondanks een overwinning en een baanrecord op de vijf kilometer, tweede. Verweij behield de eerste plaats op de 1500 meter, waar Kramer vijfde werd. Op de tien kilometer moest hij elf seconden op zijn oud-ploeggenoot Koen Verweij goedmaken. Hij reed met 13.07,27 een baanrecord en deze tijd zorgde voor zowel winst op de tien kilometer, als winst in het eindklassement, want Verweij verloor meer dan elf seconden. Nadat Kramer de world cup in Hamar liet schieten, richtte hij zich op de WK Afstanden. Hij zegde af voor de tien kilometer, om zich te richten op de ploegenachtervolging, die hij won, en op de vijf kilometer. Ook deze won Kramer in een nieuw laaglandrecord van 6.09,65. Kramer sloot het seizoen af in Calgary op het WK Allround. Op de 500 meter schaatste Kramer naar 36,20, drie honderdste boven zijn persoonlijke record. Op de 5000 meter won hij door een tijd van 6.07,49, waardoor hij na dag 1 eerste stond. Op de 1500 meter werd hij in 1.44,18 derde. Hierdoor begon hij als tweede aan de afsluitende tien kilometer, achter Denis Yuskov. Kramer reed een tijd van 12.56,69 en won daarmee naast de tien kilometer ook het WK Allround, voor de zevende keer.

### Seizoen 2015/2016
Kramer begon zijn seizoen met de KNSB Cup in Enschede, waar plaatsing voor de wereldbekerwedstrijden kon worden verdiend. Hij won geen enkele afstand maar verkreeg wél startbewijzen voor de 1500, 5000 en 10.000 meter. De wereldbekerwedstrijden begonnen op hooglandbanen, allereerst in Calgary. Op de vijf kilometer schaatste Kramer met 6.08,61 naar de winst. Op de 1500 meter werd hij door een val van zijn directe tegenstander Kim Min-seok gehinderd en besloot zijn race in 1.46,91, goed voor plek negentien. Een week later in Salt Lake City liet hij de 1500 meter schieten om zich volledig te kunnen richten op de enig te verreden 10 kilometer in wereldbekerverband waarop hij zijn wereldrecord kwijtraakte aan Ted-Jan Bloemen. Hij werd tweede in de uitslag door Jorrit Bergsma in een rechtstreeks duel achter zich te houden. De derde wereldbeker in Inzell liet Kramer schieten, een week later in Heerenveen was hij er wel weer bij. Samen met Jorrit Bergsma en Jan Blokhuijsen won hij de ploegenachtervolging en ook won hij goud op de 5000 meter. Hij sloot 2015 af met nationale titel op de 5000 en 10.000 meter. Op de 1500 meter van de NK Afstanden werd hij achtste. Op 10 januari 2016 werd hij in Minsk voor de achtste keer in zijn carrière Europees kampioen allround schaatsen. Op de wk afstanden in Kolomna werd Kramer voor de 7de keer wereldkampioen op de 5000 meter en voor de 4e keer
in totaal op de 10.000 meter (10 km voor het eerst sinds 2009). Op de wk allround in Berlijn werd Kramer voor de 8e keer in totaal wereldkampioen. Als afsluiting van het seizoen won Kramer de wereldbeker finale in Heerenveen en daarmee ook het eindklassement van de wereldbeker 5000 meter/10 km. (Dit was voor het eerst sinds 2009).

### Seizoen 2016/2017
Kramer begon het voorseizoen met een baanrecord 3000 meter in Inzell (3.39,02), dat een week later weer met een seconde verbroken werd door Bart Swings. De tijd betekende bovendien Kramers eerste Nederlands record op de 3000 meter. Tijdens de KNSB Cup in Groningen pakte hij op de 1500, 5000 en 10.000 meter de winst plus baanrecord. Vooral over zijn 1500 (1.46,88) was hij te spreken: "Ik voelde al dat ik steeds meer power begon te krijgen, zonder dat het te veel zou bijten op de langere afstanden". Kramer trok twee weken later zijn goede 1500 meterlijn door naar het openingsweekend van de wereldbeker in Harbin tijdens zijn eerste meters op Chinees ijs. Naast de 5000 meter en de ploegenachtervolging pakte hij ook op de schaatsmijl de winst door wereldkampioen Denis Yuskov en Bart Swings te verslaan.
Op de NK afstanden won Kramer de 5000 en 1500 meter, maar werd op de 10.000 meter tweede achter Jorrit Bergsma. Op alle drie de afstanden plaatste hij zich zodoende voor de WK Afstanden. In januari 2017 werd hij in Heerenveen voor de negende keer Europees kampioen allround. Na een van zijn snelste 5 kilometers in Thialf (6.10) nam hij het klassement in handen, om het op de slotdag niet meer uit handen te geven. Hij won de afsluitende 10 kilometer, maar was eerder op de dag een honderdste te langzaam om Yuskov van de zege op de 1500 meter af te houden.
De wereldkampioenschappen afstanden in het Zuid-Koreaanse Gangneung - waar later ook de langebaanwedstrijden van de Olympische Spelen van 2018 werden verreden - vormden voor Kramer het zwaartepunt van het seizoen. Hij won op de openingsdag afgetekend de 5 kilometer. Met 6.06,82 was hij een kleine 3 seconden sneller dan zijn in 2015 gereden wereldrecord op zeeniveau (6.09,65 in Heerenveen) en verwees hij Bergsma in een rechtstreeks duel naar de tweede plaats. Op de 10 kilometer moest hij voor Bergsma starten en dus een tijd zetten. Hij reed in het slot een reeks lage 30'ers en hoge 29'ers, wat uiteindelijk naar een tijd van 12.38,89 leidde. Hij verbeterde daarmee zijn eigen Nederlandse record uit 2007 (12.41,69) en verbeterde opnieuw het laaglandrecord, dat sinds Sochi 2014 op naam van Bergsma stond (12.44,45). Diezelfde Bergsma, die daarmee toen olympisch kampioen werd, moest het afleggen tegen Kramer, waarmee die zijn titel op de 10 kilometer verlengde. Op de slotdag van de WK pikte hij met 1.45,50 nog een bronzen medaille op de 1500 meter mee, vooral door zijn sterke slot met slechts één tiende verval in de laatste ronde (27,3 om 27,4).
Het WK Allround in Hamar vormde de seizoensafsluiter. Een sterke 500 meter van 36,41 werd gevolgd door winst op de 5 kilometer in 6.12. Voornaamste tegenstander en bovendien teamgenoot Patrick Roest vormde op de 1500 meter nog een serieuze bedreiging, maar Kramer wist hem met een tiende van het lijf te houden - de winst ging op die afstand naar Yuskov - waarna hij als koploper de 10 kilometer aanvatte, die hij in 13.10 won. Daarmee prolongeerde Kramer zijn wereldtitel allround, die zijn negende was.

### Seizoen 2017/2018
Bij het NK afstanden won Kramer de 5000 meter. Hoogtepunt van het seizoen werd de winst op de olympische 5000 meter. Deze derde opeenvolgende gouden medaille (op dezelfde afstand) is een unicum in het mannenschaatsen. Door blessures en valpartijen in het voorseizoen kon Kramer niet optimaal presteren op de tien kilometer, en op het WK allround waren de omstandigheden niet in zijn voordeel. Kramer besloot in ieder geval door te gaan en de samenwerking bij Team Jumbo met Orie voort te zetten.

### Seizoen 2018/2019
Tijdens de kwalificatiewedstrijden plaatste Kramer zich voor de 5000 meter en als vijfde op de 1500 meter voor de eerste serie wereldbekerwedstrijden. Voor de 10 kilometer trok hij zich terug. In Obihiro reed hij naar 1.48,10 in de B-groep. Door aanhoudende rugklachten trok hij zich voor de 5000 meter en ook voor de volgende wedstrijden terug.
Het team veranderde in 2019 van naam naar Jumbo-Visma. Op 13 januari 2019 won Kramer voor de tiende keer het EK allround. Hij won de 1500 meter met overmacht, zodat hij de titel voor het eerst kon binnenhalen zonder de 10 kilometer te winnen.
Op de WK afstanden was Kramer titelverdediger op de 5 km en 10 km. Hij plaatste zich niet voor de 10 km en hij won brons op de 5 km. Op de ploegenachtervolging werd hij wereldkampioen, voor de zevende keer.
Het WK allround 2019 was de laatste wedstrijd waaraan Kramer dit seizoen deelnam. Hij won zilver op de 5 km, brons op de 1500 m en werd vierde op de 10 km. In het eindklassement eindigde hij op de derde plaats.

### Seizoen 2019/2020
Na een goede voorbereiding kreeg hij in Inzell een fietsongeluk met als gevolg een kniekwetsuur. Dit verstoorde de voorbereiding op het kwalificatietoernooi. Kramer plaatste zich evengoed voor de 5000 meter en voor de 1500 meter. Op de NK afstanden koos hij voor de 1500 m en 5 km. Dit ook in verband met plaatsing voor de WK Allround, wat hem lukte.
Op de EK Afstanden won hij goud op de ploegenachtervolging. Op de 5 km werd hij tweede.
Op de WK Afstanden 2020 behaalden Kramer, Douwe de Vries en Marcel Bosker goud bij de ploegenachtervolging, in een wereldrecord. Op de 5 km werd Kramer tweede.
In september 2020 opende Kramer zijn eigen stichting Sven Kramer Academy (SKA) in Thialf, Heerenveen met Douwe de Vries als directeur. Doelstelling is om in te zetten voor de breedtesport en kinderen vanaf 12 jaar in aanraking te laten komen met het ijs. Twee jaar later breidde SKA uit naar Tilburg en Enschede .

## Records

### Persoonlijke records
| Afstand         | Tijd     | Datum      | Baan           | Wedstrijd                                      |
| --------------- | -------- | ---------- | -------------- | ---------------------------------------------- |
| 500 meter       | 36,17    | 27-12-2009 | Heerenveen     | Olympisch Kwalificatietoernooi 2010            |
| 1000 meter      | 1.09,77  | 28-02-2015 | Calgary        | Time Trials                                    |
| 1500 meter      | 1.43,54  | 11-12-2009 | Salt Lake City | Wereldbeker 5 - 2009-2010                      |
| 3000 meter      | 3.35,93  | 19-12-2020 | Heerenveen     | Trainingswedstrijd                             |
| 5000 meter      | 6.03,32  | 17-11-2007 | Calgary        | Wereldbeker 2 - 2007-2008                      |
| 10.000 meter    | 12.38,89 | 11-02-2017 | Gangneung      | WK Afstanden 2017                              |
| Minivierkamp    | 156,663  | 15-03-2003 | Heerenveen     | Viking Race                                    |
| Kleine vierkamp | 151,226  | 12-03-2004 | Calgary        | Olympic Oval Finals                            |
| Grote vierkamp  | 146,510  | 08-03-2015 | Calgary        | WK Allround 2015                               |
| Snelste ronde   | 25,65    | 16-11-2007 | Calgary        | Wereldbeker 2 - 2007-2008 1500m - eerste ronde |

### Wereldrecords
| Nr. | Afstand       | Tijd       | Datum            | Baan           |
| --- | ------------- | ---------- | ---------------- | -------------- |
| 1.  | 5000 meter    | 6.08,78    | 19 november 2005 | Calgary        |
| 2.  | 10.000 meter  | 12.51,60   | 19 maart 2006    | Calgary        |
| 3.  | 10.000 meter  | 12.49,88   | 11 februari 2007 | Heerenveen     |
| 4.  | 5.000 meter   | 6.07,48    | 3 maart 2007     | Calgary        |
| 5.  | 10.000 meter  | 12.41,69   | 10 maart 2007    | Salt Lake City |
| 6.  | Achtervolging | *3.37,80   | 11 maart 2007    | Salt Lake City |
| 7.  | 5.000 meter   | 6.03,32    | 17 november 2007 | Calgary        |
| 8.  | Achtervolging | **3.37,17  | 9 november 2013  | Calgary        |
| 9.  | Achtervolging | **3.35,60  | 16 november 2013 | Salt Lake City |
| 10. | Achtervolging | ***3.34,68 | 15 februari 2020 | Salt Lake City |

* samen met Carl Verheijen en Erben Wennemars
** samen met Jan Blokhuijsen en Koen Verweij
*** samen met Marcel Bosker en Douwe de Vries

#### Wereldrecords junioren
| Nr. | Afstand       | Tijd     | Datum            | Baan       |
| --- | ------------- | -------- | ---------------- | ---------- |
| 1.  | 5000 meter    | 6.28,45  | 12 maart 2004    | Calgary    |
| 2.  | 5000 meter    | 6.28,27  | 20 november 2004 | Berlijn    |
| 3.  | 5000 meter    | 6.26,63  | 18 december 2004 | Heerenveen |
| 4.  | 5000 meter    | 6.24,29  | 7 januari 2005   | Heerenveen |
| 5.  | 10.000 meter* | 13.09,65 | 9 januari 2005   | Heerenveen |

| * | = officieus wereldrecord |

#### Wereldrecords laaglandbaan (officieus)
| Nr. | Afstand        | Tijd     | Datum            | Baan       |
| --- | -------------- | -------- | ---------------- | ---------- |
| 1.  | Achtervolging  | 3.43,77  | 3 december 2005  | Heerenveen |
| 2.  | 3000 meter     | 3.43,21  | 5 februari 2006  | Turijn     |
| 3.  | 3000 meter     | 3.42,78  | 28 oktober 2006  | Heerenveen |
| 4.  | 5000 meter     | 6.09,76  | 17 november 2006 | Berlijn    |
| 5.  | Achtervolging  | 3.40,79  | 17 november 2006 | Berlijn    |
| 6.  | Grote vierkamp | 150,476  | 24 december 2004 | Heerenveen |
| 7.  | 10.000 meter   | 12.49,88 | 9 februari 2007  | Heerenveen |
| 8.  | Grote vierkamp | 147,934  | 9 februari 2007  | Heerenveen |
| 9.  | 3000 meter     | 3.41,67  | 19 oktober 2007  | Heerenveen |
| 10. | Achtervolging  | 3.40,57  | 9 december 2007  | Heerenveen |
| 11. | Grote vierkamp | 147,716  | 13 januari 2008  | Kolomna    |
| 12. | Achtervolging  | 3.40,20  | 24 februari 2008 | Heerenveen |
| 13. | 3000 meter     | 3.41,48  | 20 december 2008 | Heerenveen |
| 14. | 5000 meter     | 6.09,74  | 7 februari 2009  | Hamar      |
| 15. | Grote vierkamp | 147,567  | 8 februari 2009  | Hamar      |
| 16. | 3000 meter     | 3.40,51  | 6 februari 2010  | Richmond   |
| 17. | Achtervolging  | 3.39,95  | 12 februari 2010 | Richmond   |
| 18. | Achtervolging  | 3.39,76  | 17 november 2012 | Heerenveen |
| 19. | 10.000 meter   | 12.46,96 | 27 oktober 2013  | Heerenveen |
| 20. | 10.000 meter   | 12.45,09 | 28 december 2013 | Heerenveen |
| 21. | Achtervolging  | 3.37,71  | 22 februari 2014 | Sotsji     |
| 22. | 5000 meter     | 6.09,65  | 14 februari 2015 | Heerenveen |
| 23. | 3000 meter     | 3.38,78  | 21 december 2016 | Heerenveen |
| 24. | 5000 meter     | 6.06,82  | 9 februari 2017  | Gangneung  |
| 25. | 10.000 meter   | 12.38,89 | 11 februari 2017 | Gangneung  |
| 26. | 3000 meter     | 3.38,64  | 5 februari 2018  | Gangneung  |
| 27. | 3000 meter     | 3.37,39  | 20 december 2019 | Heerenveen |

#### Wereldrecords buitenbaan (officieus)
| Nr. | Afstand        | Tijd     | Datum           | Baan     |
| --- | -------------- | -------- | --------------- | -------- |
| 1.  | 5000 meter     | 6.15,65  | 12 januari 2007 | Collalbo |
| 2.  | 10.000 meter   | 13.10,44 | 14 januari 2007 | Collalbo |
| 3.  | Grote vierkamp | 148,800  | 14 januari 2007 | Collalbo |
| 4 . | 3000 meter     | 3.43,34  | 11 oktober 2008 | Inzell   |

|  | = huidig wereldrecord |

### Kampioenschapsrecords
| Kampioenschap | Afstand              | Tijd     | Datum      | Baan           |
| ------------- | -------------------- | -------- | ---------- | -------------- |
| WK Afstanden  | Ploegenachtervolging | *3.34,68 | 15-02-2020 | Salt Lake City |

* samen met Marcel Bosker en Douwe de Vries
N.B.: Alleen de huidige kampioenschapsrecords zijn vermeld.

### Adelskalender
Van 17 november 2007 tot 6 maart 2009 was Sven Kramer aanvoerder van de Adelskalender. Daarmee heeft hij 475 dagen aan de top van de lijst gestaan.
Hieronder staan de persoonlijke records (PR's) waarmee Sven Kramer aan de top van de Adelskalender kwam en de PR's die hij had staan toen hij van de eerste plek verdreven werd. Tevens zijn de gegevens weergegeven van de schaatsers die voor en na hem aan de top van de lijst stonden.
| Datum      | 500 m | 1500 m  | 5000 m  | 10.000 m | Punten  | Voorganger/Opvolger |
| ---------- | ----- | ------- | ------- | -------- | ------- | ------------------- |
| 18-03-2006 | 35,58 | 1.42,78 | 6.09,68 | 12.55,11 | 145,563 | Chad Hedrick        |
| 17-11-2007 | 36,41 | 1.43,99 | 6.03,32 | 12.41,69 | 145,489 |                     |
| 12-01-2008 | 36,20 | 1.43,99 | 6.03,32 | 12.41,69 | 145,279 |                     |
| 06-03-2009 | 34,78 | 1.41,80 | 6.10,49 | 13.05,94 | 145,059 | Shani Davis         |

De Amerikaan Shani Davis nam op 6 maart 2009 in Salt Lake City de koppositie op de Adelskalender van Kramer over.

## Resultaten
| Jaar | NK afstanden                  | NK allround           | EK afstanden              | EK allround      | WK allround                                | WK afstanden                                                    | Olympische Spelen                                               | Wereldbeker                                         | WK junioren                            |
| ---- | ----------------------------- | --------------------- | ------------------------- | ---------------- | ------------------------------------------ | --------------------------------------------------------------- | --------------------------------------------------------------- | --------------------------------------------------- | -------------------------------------- |
| 2004 |                               |                       |                           |                  |                                            |                                                                 |                                                                 |                                                     | · (13e, , 11e, 4e) · DNF achtervolging |
| 2005 | 16e 1500m 4e 5000m            | · (4e, , 4e, )        | · (10e, , 4e, )           | · (7e, 6e, 6e, ) |                                            | 12e 5 km/10 km                                                  | · (6e, , ) · achtervolging                                      |                                                     |                                        |
| 2006 | 1500m · 5000m · 10.000m       |                       | 4e · (18e, , 8e, )        | · (14e, , 13e, ) |                                            | 15e 1500m · 5000m · 7e 10.000m · achtervolging                  | 5 km/10 km · achtervolging                                      |                                                     |                                        |
| 2007 | 1500m · 5000m · 10.000m       | · (4e, , )            | · (5e, , )                | · (5e, , 6e, )   | 5000m · 10.000m · achtervolging            |                                                                 | 22e 1500m · 5 km/10 km · achtervolging                          |                                                     |                                        |
| 2008 | 1500m · 5000m · 10.000m       | · (, )                | · (, )                    | · (, , 4e, )     | 1500m · 5000m · 10.000m · achtervolging    | 7e 1500m · 5 km/10 km · achtervolging                           |                                                                 |                                                     |                                        |
| 2009 | 1500m · 5000m · 10.000m ·     | · (, )                | · (5e, , )                | · (6e, , )       | 8e 1500m · 5000m · 10.000m · achtervolging | 8e 1500m · 5 km/10 km · 7e achtervolging                        |                                                                 |                                                     |                                        |
| 2010 | 10e 1500m · 5000m · 10.000m · |                       | · (4e, , )                | · (6e, , 4e, )   |                                            | 13e 1500m · 5000m · DQ 10.000m · achtervolging                  | 27e 1500m · 4e 5 km/10 km · achtervolging                       |                                                     |                                        |
| 2011 |                               |                       |                           |                  |                                            |                                                                 |                                                                 |                                                     |                                        |
| 2012 | 5000m · 10.000m               |                       | · (12e, , )               | · (8e, , 4e, )   | 5000m · achtervolging                      | 32e 1500m · 5 km/10 km · achtervolging · 10e Grand World Cup    |                                                                 |                                                     |                                        |
| 2013 | 5000m                         | · (5e, )              | · (7e, 8e, )              | · (9e, 4e, )     | 5000m · 10.000m · achtervolging            | 5 km/10 km · achtervolging · 7e Grand World Cup                 |                                                                 |                                                     |                                        |
| 2014 | 5000m · 10.000m               | DQ (4e, DQ, DNS, DNS) |                           |                  |                                            | WDR 1500m · 5000m · 10.000m · achtervolging                     | 5 km/10 km · achtervolging · 12e Grand World Cup                |                                                     |                                        |
| 2015 | 1500m · 5000m · 9e 10.000m    | · (4e, , )            | · (10e, , 5e, )           | · (10e, , )      | 5000m · achtervolging                      |                                                                 | 14e 1500m · 9e 5 km/10 km · achtervolging · 19e Grand World Cup |                                                     |                                        |
| 2016 | 8e 1500m · 5000m · 10.000m    |                       | · (4e, , 5e, )            | · (9e, , )       | 5000m · 10.000m                            | 43e 1500m · 5 km/10 km · achtervolging · 8e Grand World Cup     |                                                                 |                                                     |                                        |
| 2017 | 1500m · 5000m · 10.000m       |                       | · (8e, , )                | · (8e, , )       | 1500m · 5000m · 10.000m                    | 13e 1500m · 9e 5 km/10 km · achtervolging · 15e Grand World Cup |                                                                 |                                                     |                                        |
| 2018 | 1500m · 5000m · 10.000m       |                       |                           |                  | 4e · (6e, , 5e, 6e)                        |                                                                 | 5000m · 6e 10.000 · achtervolging · 16e massastart              | 5 km/10 km · 7e achtervolging · 10e Grand World Cup |                                        |
| 2019 | 4e 1500m · 5000m              |                       |                           | · (6e, , )       | · (9e, , , 4e)                             | 5000m · achtervolging                                           |                                                                 | 48e 1500m 33e 5km/10km                              |                                        |
| 2020 | 5000m · 7e 1500m              |                       | 5000 m · achtervolging    |                  | WDR (19e, 9e, DNS, DNS)                    | 5000m · achtervolging                                           | 19e 5km/10km                                                    |                                                     |                                        |
| 2021 | 6e 1500m · 5000m · 6e 10.000m |                       |                           |                  |                                            | 19e 5000m                                                       | 5km/10km · achtervolging                                        |                                                     |                                        |
| 2022 | 5e 5000m                      |                       | 6e 5000 m · achtervolging |                  |                                            |                                                                 | 9e 5000m 4e achtervolging 16e massastart                        | 41e 5k/10k                                          |                                        |

(#, #, #, #) = afstandspositie op allroundtoernooi (500m, 5000m, 1500m, 10.000m). Junioren: (500m, 3000m, 1500m, 5000m)
DNF = Did not finish (niet gefinished); DQ = Disqualification (gediskwalificeerd); DNS = Did not start (niet gestart); WDR = Withdrawn (teruggetrokken)

### Wereldbekerwedstrijden
| Seizoen   | 1500m                 | 5000/10.000m          | Achtervolging |
| --------- | --------------------- | --------------------- | ------------- |
| 2004/2005 |                       | 6e, 9e, -*, 5e, -, -* |               |
| 2005/2006 |                       | 5e, , 5e*, 5e,        | -, , -        |
| 2006/2007 | 6e, 7e, -, -, -, -    | , , -*, , *,          | , -,          |
| 2007/2008 | 6e, 20e, -, , , -, 4e | , , -*, , -*, -,      | -, , -,       |
| 2008/2009 | , 11e, -, 4e, 6e, -   | , , -*, , *,          | -, , -        |
| 2009/2010 | -, -, -, -, 9e, -     | , *, , -, -           | -, , -, -     |
| 2010/2011 |                       |                       |               |
| 2011/2012 | -, -, -, 2e(b), -, -  | , , 9e*, , -*,        | , , -, -      |
| 2012/2013 |                       | , , -*,               | , -, ,        |
| 2013/2014 |                       | , *, -, -, -          | , , -, -      |
| 2014/2015 | 8e, 7e, -, 7e, -, -   | , -*, -, , -, -       | , -, -        |
| 2015/2016 | 19e, -, -, -, -, -    | , *, -, , ,           | -, -, , -     |
| 2016/2017 | , 6e, -, -, -, -      | , , -, -*, -, -       | , , -, -, -   |
| 2017/2018 | -, -, -, -            | , *, , -              | -, , -        |
| 2018/2019 | 4e (b), -, -, -, -    | -, -, -*, , -         | -, -, -       |
| 2019/2020 |                       | 13, -, -*, -, DQ(b)   |               |
| 2020/2021 |                       | , 4e                  | , 4e          |
| 2021/2022 |                       | 9e (b), -, -, -, -    | , -, -        |

- = geen deelname
* = 10000m
(b) = B-divisie

### Medaillespiegel
| Kampioenschap                  | Goud | Zilver | Brons |
| ------------------------------ | ---- | ------ | ----- |
| Olympische Spelen              | 4    | 2      | 3     |
| Olympisch kwalificatietoernooi | 4    | 1      | 0     |
| WK allround eindklassement     | 9    | 0      | 3     |
| WK allround wedstrijden        | 20   | 4      | 5     |
| WK afstanden                   | 21   | 3      | 2     |
| EK allround eindklassement     | 10   | 1      | 0     |
| EK allround wedstrijden        | 23   | 7      | 2     |
| EK afstanden                   | 2    | 1      | 0     |
| NK allround eindklassement     | 6    | 0      | 0     |
| NK allround wedstrijden        | 10   | 6      | 3     |
| NK afstanden                   | 20   | 6      | 6     |
| Wereldbeker eindklassement     | 10   | 7      | 4     |
| Wereldbekerwedstrijden         | 62   | 6      | 1     |
| WK junioren                    | 2    | 1      | 0     |
| WK junioren wedstrijden        | 3    | 1      | 0     |
| Totaal                         | 206  | 46     | 29    |

## Wielrennen
Naast schaatser is Kramer ook een verdienstelijk wielrenner. In 2004 werd hij bij de junioren op het NK tijdrijden tweede achter winnaar Robert Gesink. Zijn eerste koerswinst boekte de Fries in de zomer van 2008 bij de 15e Omloop van de Kerspelen. In de zomer van 2009 won Kramer nog twee wielerwedstrijden, te weten de Westfriese Dorpenomloop en de Ronde van het Ronostrand.
Op 14 december 2011 bevestigde teammanager John Kerstholt dat Kramer ging rijden voor zijn Groningse amateurploeg Bike4Air/NWVG om zo een startbewijs voor Olympia's Tour te verwerven.

## Privéleven
Kramer groeide op in Oudeschoot, een dorp dat tot 2003 voor het grootste deel bij Heerenveen was ingelijfd. Hij is een zoon van voormalig langebaanschaatser Yep Kramer en broer van oud-schaatsster Brecht Kramer.
Sinds 15 februari 2008 heeft hij een relatie met Naomi van As. Het stel heeft samen een dochter en een zoon.

## Onderscheidingen
Kramer kreeg in 2007 en in 2017 de Oscar Mathisen-trofee, de "SchaatsOscar". In 2007 werd Kramer uitgeroepen tot Nederlands Sportman van het jaar. Hij kreeg acht keer de Ard Schenk Award van Nederlands Schaatser van het Jaar. Dat was in 2007 t/m 2010, 2013, en 2015 t/m 2017.
Vanwege zijn eerste gouden olympische medaille op de 5000 meter werd Kramer op 3 maart 2010 benoemd tot ridder in de Orde van de Nederlandse Leeuw. Bij zijn afscheid in 2022 werd hij benoemd tot Officier in de Orde van Oranje-Nassau.
Op 12 maart 2022, bij zijn afscheid in Thialf van de schaatssport, werd Kramer benoemd tot erelid van de KNSB. Ook kreeg hij de KNSB Oeuvreprijs en daarvoor ontving hij een bronzen beeltenis van zichzelf, gemaakt door kunstenaar Gerrit van Emous.